# ヒロハノカワラサイコ
ヒロハノカワラサイコ（広葉の河原柴胡、学名：Potentilla niponica）は、バラ科キジムシロ属の多年草。同属のカワラサイコに似るが、本種は奇数羽状複葉の小葉の数が少なく、裂片の裂け方が浅く、裂片の幅が広い。小葉の間に付属小葉片がない。

## 特徴
根は木質化して肥大し、地中に深く入る。茎は根本から分枝し、直立または斜上し、四方に広がり、長さは20-40cmになり、軟毛が密生する。葉は奇数羽状複葉で互生し、小葉は7-15枚あり、倒披針形から狭長楕円形になり、上部の小葉は長さ2-3cm、幅8-15mm、下部のものは次第に小さくなり、羽状に浅裂する。裂片の表面は濃緑色で、まばらに毛が生えるか無毛、裏面は白い綿毛が密生し、葉脈上には絹状の伏毛があり、縁は裏側に巻き込む。小葉と小葉の間に付属小葉片はない。茎葉の基部に托葉があり、広楕円形から卵形になり、わずかに鋸歯状になるが、深裂しない。
花期は6-8月。花序は散房状集散花序になり、頂生し、長期間にわたって次々と花を開く。花は黄色で径は約1cmになる。萼片は5個あり、卵状披針形で、長さ5-6mm、幅3-4mm、先は鋭頭になり、外側には綿毛が密に生える。副萼片も5個あり、披針形から線状披針形で、萼片とほぼ同じ長さ、先は鋭頭になり、外側に綿毛が密に生える。花弁も5個あり、広倒卵形で先は凹頭になり、萼片と同じ長さになる。雄蕊は20個あり、葯は広楕円形になる。心皮は多数あり、花柱は基部で肥厚し、やや頂生し、柱頭は広がる。花床は円錐形になり毛が生える。果実は卵形の痩果で多数つき、痩果は褐色で毛はなく、縦じわがあり、長さ約1.3mmになる。

## 分布と生育環境
日本では、北海道および本州の中部地方以北に分布し、日当たりのよい草地や砂地、河川敷などに生育する。世界では、朝鮮半島、中国大陸（東北部）、ウスリーに分布する。

## 名前の由来
和名ヒロハノカワラサイコは、「広葉の河原柴胡」の意。小葉の裂片は、カワラサイコより広い。
種小名（種形容語）niponica は、「日本の」の意味。日本の図鑑では、P. nipponica が使用されてきたことがある。

## 分類
同属のカワラサイコ P. chinensis は、奇数羽状複葉の小葉は15-29個と多く、裂片の裂け方が深く、裂片の幅が狭い。小葉と小葉の間に付属小葉片がある。葉の基部にある托葉は鋸歯縁または深い歯牙状になる。ヒロハノカワラサイコとカワラサイコは同じような場所に生育するが、ヒロハノカワラサイコの分布域は北方に偏る。

## 種の保全状況評価
絶滅危惧II類 (VU)（環境省レッドリスト）
（2017年、環境省）
- 2007年レッドリストから。

## ギャラリー

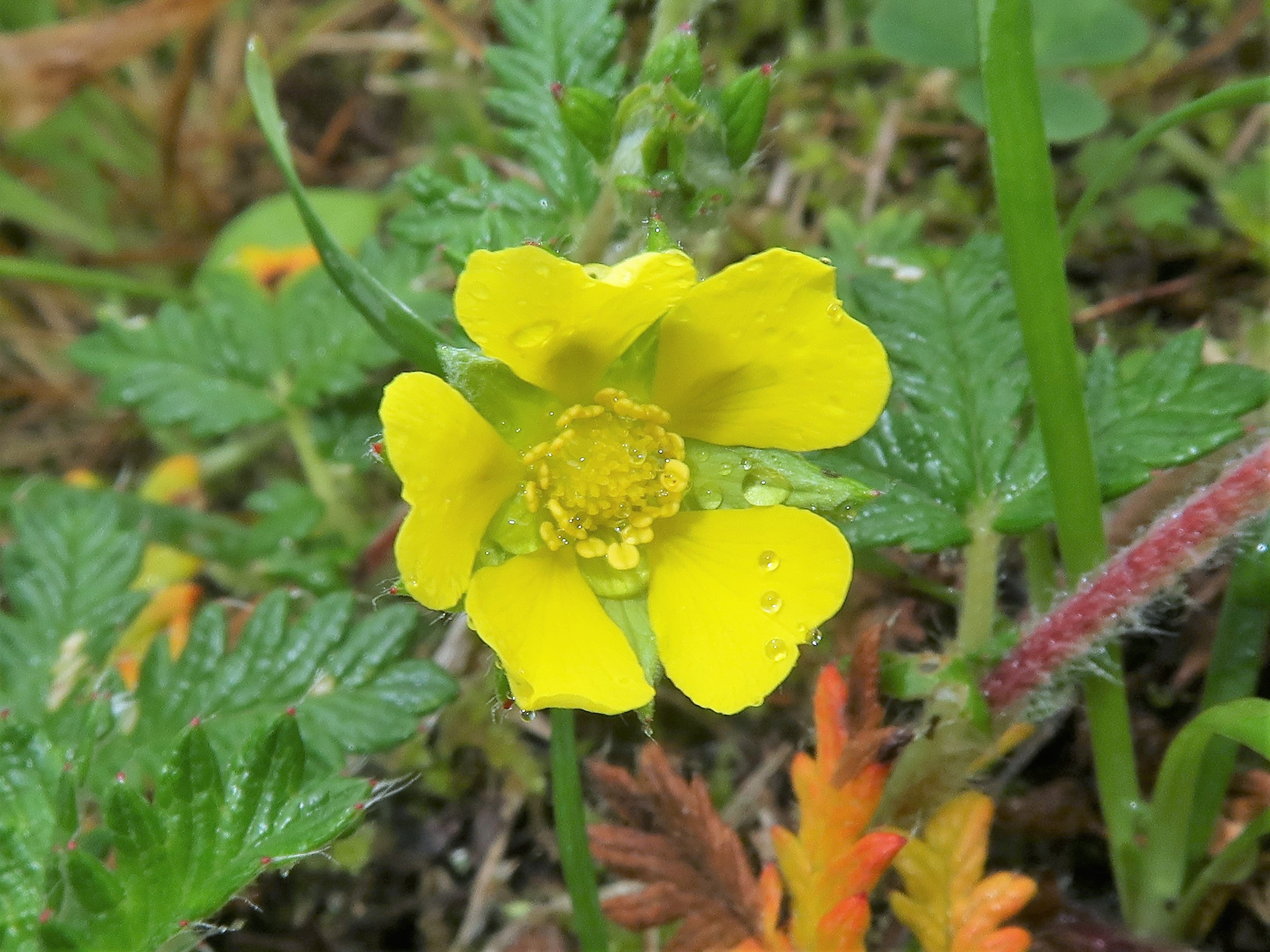
花は黄色で5弁花。広倒卵形で先は凹頭になる。
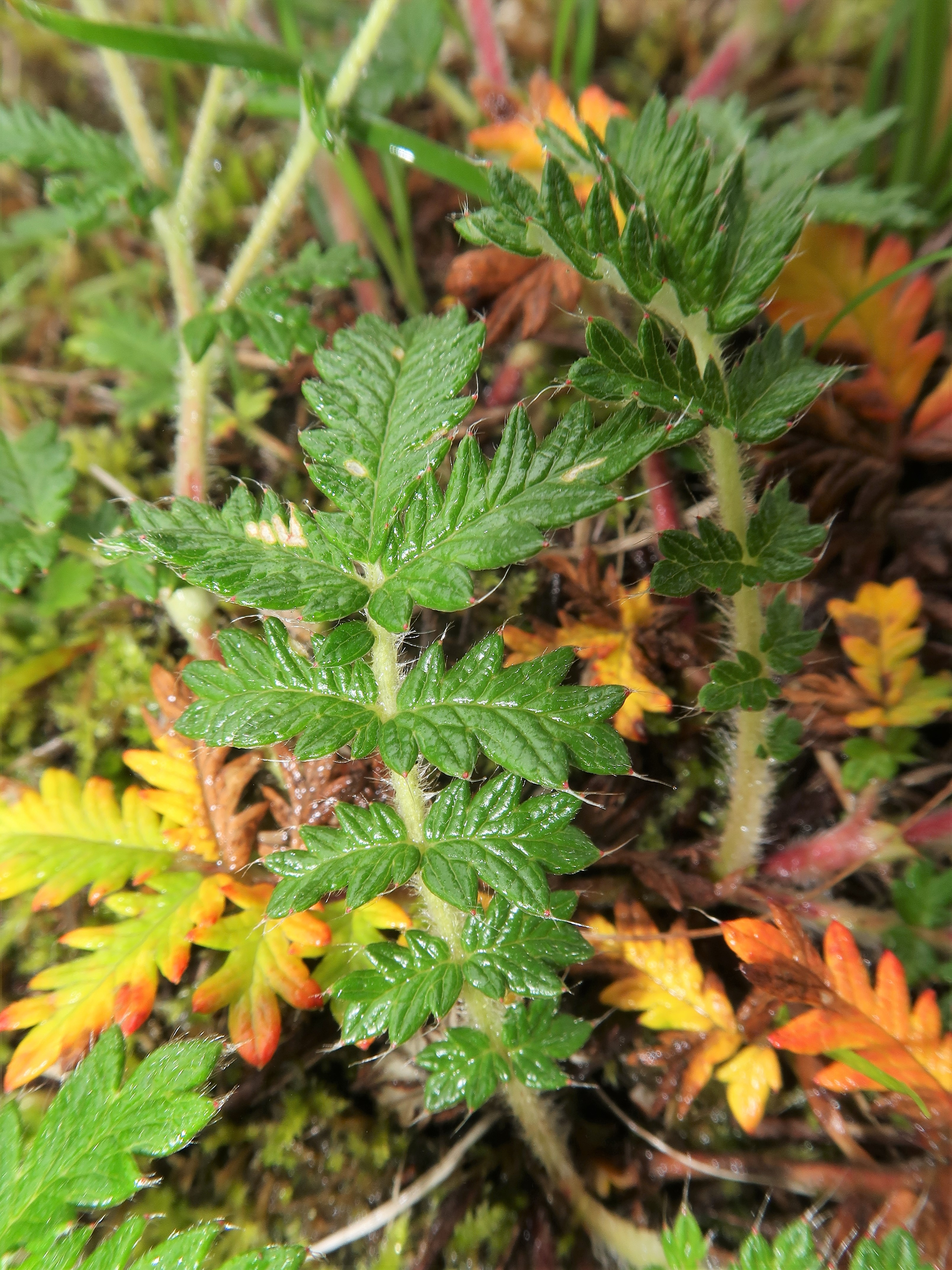
葉は奇数羽状複葉で小葉が7-15個あり、上部の小葉が大きい。裂片の表面は濃緑色。小葉の間に付属小葉片がない。
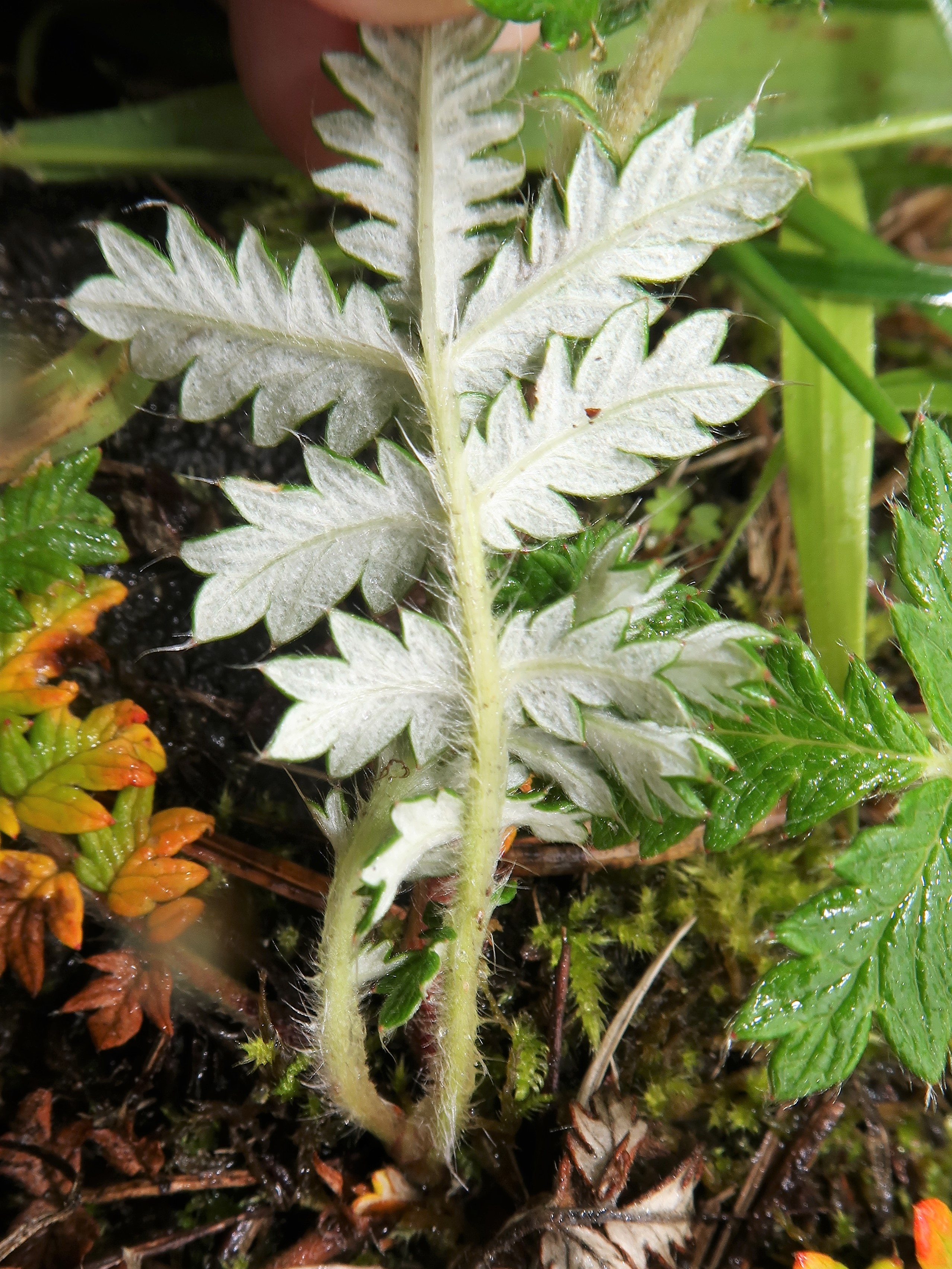
小葉の裏面は白い綿毛が密生し、葉脈上には絹状の伏毛が生える。
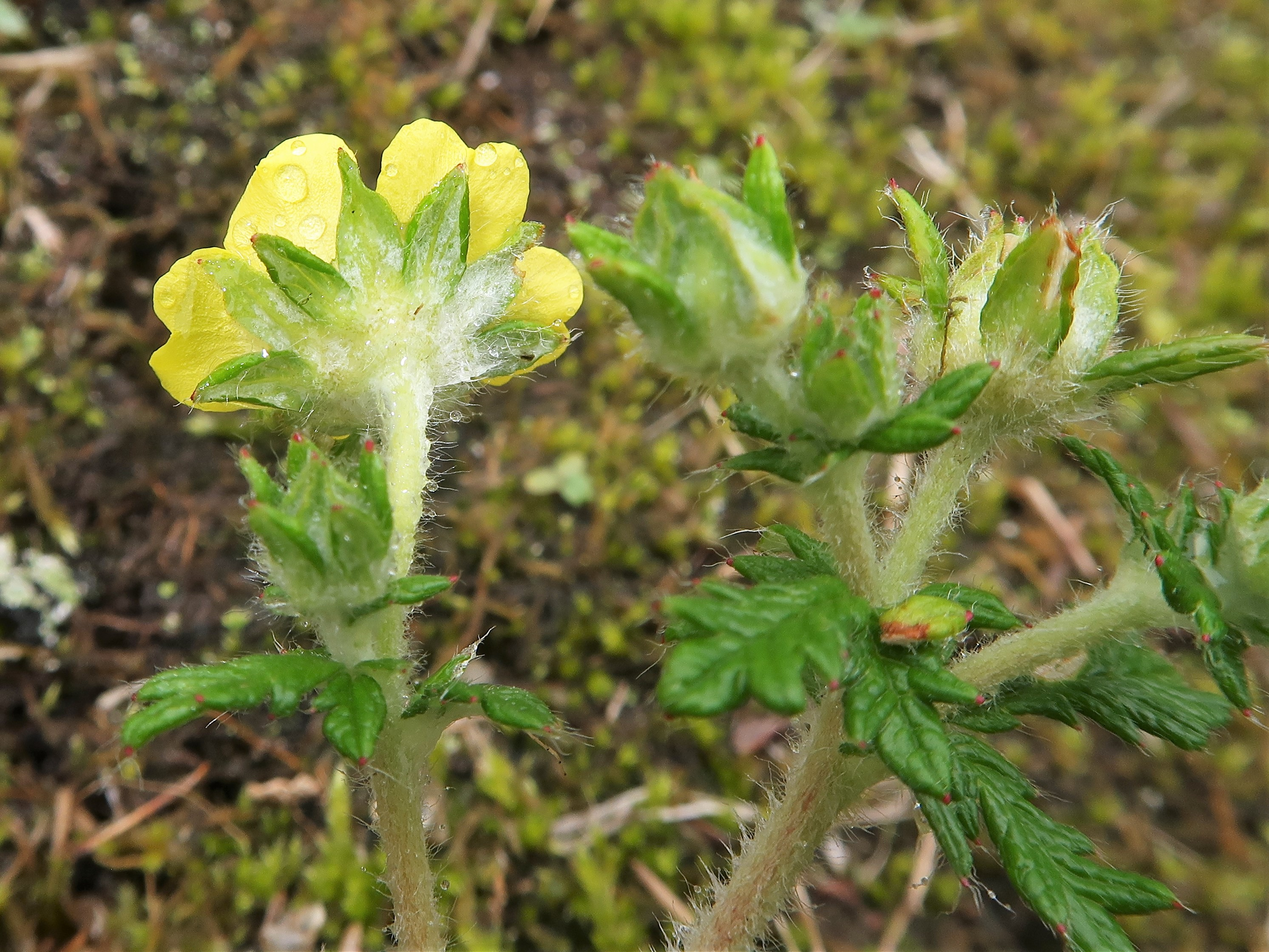
萼片と副萼片の外側には白い綿毛が密生する。
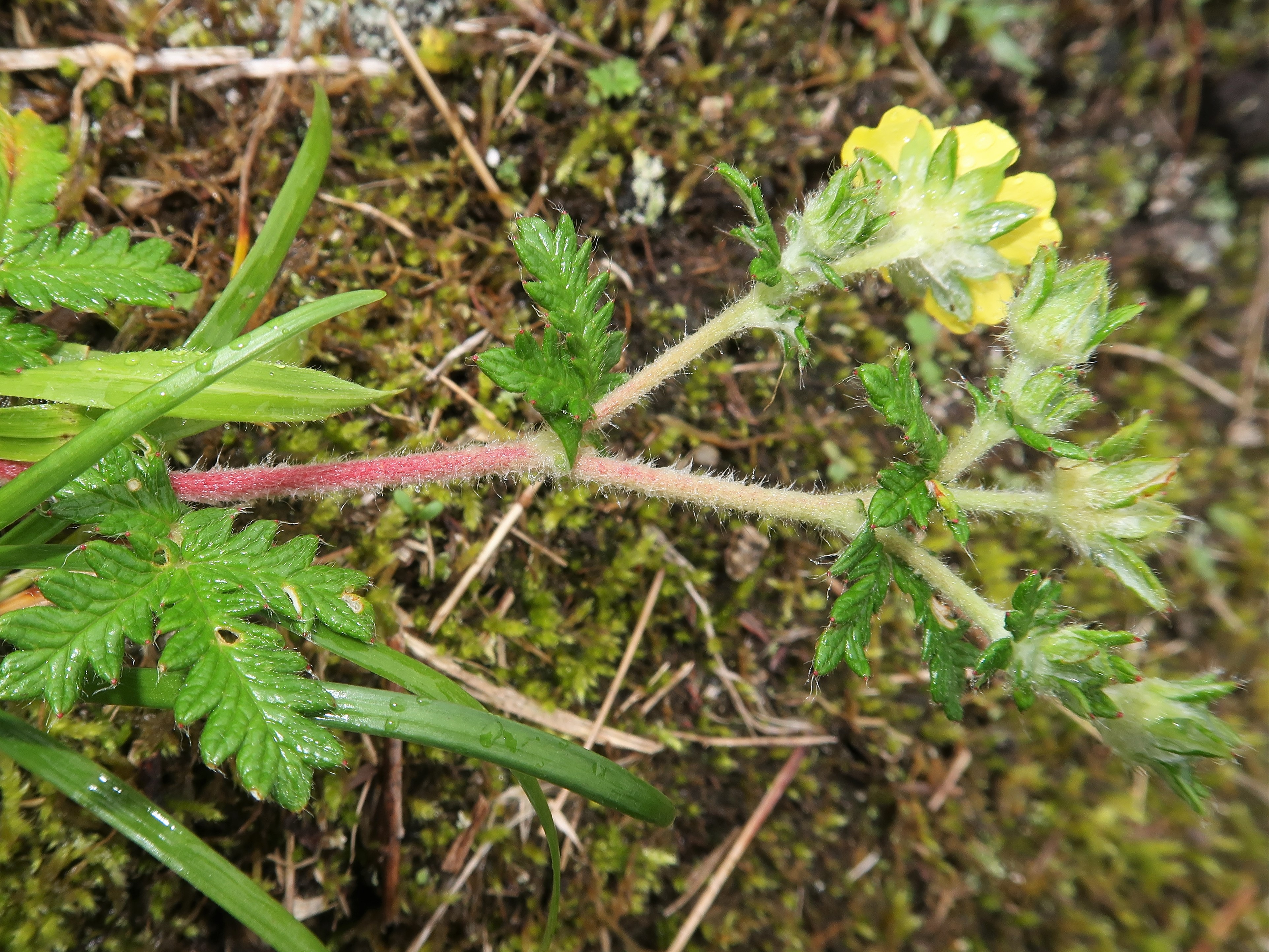
茎には軟毛が密生し、茎葉の基部に托葉がある。